# Andrij Bandera

Dom Banderów w Uhrynowie

Andrij Mychajłowycz Bandera, ukr. Андрій Михайлович Бандера (ur. 11 grudnia 1882 w Stryju, zm. 10 lipca 1941 w Kijowie) – kapłan greckokatolicki, ukraiński działacz społeczny, ojciec Stepana Bandery.

## Życiorys
W 1901 ukończył gimnazjum w Stryju, następnie studia na Wydziale Teologicznym Uniwersytetu Lwowskiego. Już w czasie nauki w gimnazjum prowadził działalność polityczną jako członek Ukraińskiej Partii Ludowo-Demokratycznej (UNDP), zajmując się m.in. agitacją przedwyborczą. Był członkiem Naukowego Towarzystwa im. Szewczenki.
Dom Banderów był miejscem spotkań politycznych. Bywali w nim Pawło Głodzinski, poseł Jarosław Wesołowski (obaj ze względów rodzinnych), oraz rzeźbiarz Mychajło Hawryłko.
W październiku i listopadzie 1918 Andrij Bandera był jednym z organizatorów ukraińskiej władzy państwowej w powiecie kałuskim, formował również z okolicznych chłopów oddziały wojskowe.
Na początku 1919 został członkiem Ukraińskiej Rady Narodowej ZURL. Również w 1919 wstąpił do Armii Halickiej, został kapelanem 9 pułku 3 brygady II Korpusu HA. Po zakończeniu wojny polsko-ukraińskiej w lecie 1920 powrócił do domu, objął probostwo w Uhrynowie Starym. W 1921 zmarła na gruźlicę jego żona Myrosława, osierocając 6 dzieci: Martę, Stepana, Ołeksandra, Wołodymyra, Wasyla, Oksanę, Bohdana. Wcześniej, w wieku niemowlęcym zmarła córka Myrosława.
W czasie prowadzenia probostwa w Uhrynowie Starym nawiązał współpracę z kałuską filią „Silśkiego Hospodara”.
W listopadzie 1928 roku został aresztowany przez polską policję pod zarzutem odprawienia mszy za zabitych żołnierzy UHA, podczas której miał nawoływać do nienawiści do Polski i Polaków oraz opowiadać się za przyłączeniem Galicji Wschodniej do przyszłego państwa ukraińskiego. Aresztowano także jego syna Stepana za rozpowszechnianie ulotek. Kilka dni później obaj zostali zwolnieni z braku dowodów.
W 1930 został przeniesiony na parafię do Woli Zaderackiej, a w 1936 – do Trościańca koło Doliny.
23 maja 1941 został aresztowany przez NKWD jako ojciec Stepana Bandery, pięć dni był przetrzymywany w więzieniu w Stanisławowie, następnie został przewieziony do więzienia w Kijowie. Był wielokrotnie torturowany, następnie skazany na rozstrzelanie. Został zrehabilitowany 8 listopada 1992. W 2009 roku centrum kanonizacji Ukraińskiej Cerkwi Greckokatolickiej rozpoczęło starania o jego beatyfikację.
Wszyscy czterej jego synowie należeli do Organizacji Ukraińskich Nacjonalistów. Najstarszy z nich, Stepan, był twórcą frakcji OUN-B, odpowiedzialnej za rzeź wołyńską i czystkę etniczną w Małopolsce Wschodniej, został zamordowany w 1959 roku przez agenta KGB. Wasyl i Ołeksandr zginęli w KL Auschwitz, Bohdan zginął w nieznanych okolicznościach, według jednej z wersji zastrzelony przez żołnierzy Armii Czerwonej w 1944, córki: Oksana i Marta były aresztowane wraz z ojcem w 1941 i wywiezione do gułagu (Marta zmarła na wygnaniu w 1982, a Oksana wróciła z obozu na Ukrainę w 1989), Wołodymyra została aresztowana w 1946 i przebywała w obozie do 1956.

## Literatura
- H.W. Demian, Encykłopedija suczasnoji Ukrajiny, t. 2, Kijów 2003.